# Cycle solaire 25
Le cycle solaire 25 est le cycle solaire en cours des années 2020, le vingt-cinquième depuis 1755, date du début du suivi intensif de l'activité et des taches solaires,. Ce cycle a démarré en décembre 2019 et devrait se poursuivre jusqu'en 2030,. Selon l’accord général, il sera plus faible que la moyenne (c’est-à-dire plus faible que pendant le maximum moderne). Des organisations, telles que la Société internationale de l'énergie solaire (en) (ISES) et le Centre de prévision de la météo spatiale (SWPC) de la NOAA, n'ont pas émis ou approuvé de prévisions pour le cycle jusqu'en 2019.
En avril 2018, le Soleil montre les signes d'une tache solaire à polarité magnétique inverse apparaissant et commençant ce cycle solaire. Il est typique lors de la transition d'un cycle à l'autre de vivre une période où existent des taches solaires des deux polarités (pendant le minimum solaire). Les taches solaires polaires à polarité inversée suggèrent que la transition vers le cycle 25 est en cours. La première tache solaire du cycle 25 pourrait être apparue début avril 2018 ou même en décembre 2016.

## Prédictions
Ce cycle a démarré en décembre 2019. Selon l’accord général, il sera plus faible que la moyenne (c’est-à-dire plus faible que pendant le maximum moderne). Ces prédictions ce sont pour la plupart révélées erronées ; prédisant une activité globalement faible, ce qui n'a pas été le cas avec un pic de 216 tâches solaires en août 2024. 
Une soixantaine de prédictions du nombre de Wolf R ont été faites avant le début du cycle par des héliophysiciens ; elles s'échelonnent entre 50 et 229.
| Source                                         | Date          | Maximum du cycle      | Début du cycle     | Fin du cycle |
| ---------------------------------------------- | ------------- | --------------------- | ------------------ | ------------ |
| Thompson, M, J. et al.                         | Août 2014     |                       | T4 2019            |              |
| Zharkova, V et al. (Northumbria U-ty)          | Octobre 2014  | 80 % du cycle 24      |                    |              |
| Xu, JC et al. (Académie chinoise des sciences) | Décembre 2018 | 152,2-184,8 (2024)    | Octobre 2020       |              |
| Bhowmik, P. et al. (IISER Kolkata)             | Décembre 2018 | 109-139 (2023-25)     | 2020               | après 2031   |
| NOAA / SSRC                                    | Avril 2019    | 95-130 (2023-26)      | mi-2019 / fin 2020 |              |
| Ozguc, A. et al. (Harvard U-ty)                | Décembre 2018 | 154 ± 12 (2023.2±1.1) |                    |              |
| Mcintosh et al.                                | Décembre 2020 | 190 ± 20              |                    |              |